# Metallochlora
Metallochlora är ett släkte av fjärilar. Metallochlora ingår i familjen mätare.

## Dottertaxa tillMetallochlora, i alfabetisk ordning[1]
- Metallochlora acosmetata
- Metallochlora albicinctaria
- Metallochlora albolineata
- Metallochlora ametalla
- Metallochlora apicalis
- Metallochlora aurigera
- Metallochlora camerunica
- Metallochlora circumscripta
- Metallochlora decorata
- Metallochlora differens
- Metallochlora dotata
- Metallochlora dyscheres
- Metallochlora exorista
- Metallochlora flavifimbria
- Metallochlora glacialis
- Metallochlora glauca
- Metallochlora grisea
- Metallochlora impotens
- Metallochlora lineata
- Metallochlora meeki
- Metallochlora melanopis
- Metallochlora militaris
- Metallochlora misera
- Metallochlora neomela
- Metallochlora pisina
- Metallochlora proximata
- Metallochlora pudica
- Metallochlora roseifimbria
- Metallochlora roseipuncta
- Metallochlora rubripuncta
- Metallochlora sanguinipuncta
- Metallochlora satisfacta
- Metallochlora tenuilinea
- Metallochlora tetralopha
- Metallochlora venusta
- Metallochlora zebraea